# جیکوب ال. مورنو
جیکوب ال. مورنو (انگلیسی: Jacob L. Moreno؛ ۱۸ مه ۱۸۸۹ – ۱۴ مهٔ ۱۹۷۴) روان‌پزشک و روان‌شناس اجتماعی اتریشی آمریکایی، متفکر، آموزگار، بنیانگذار سایکودراما، و اولین پیشگام در گروه درمانی بود. او در حین حیات خود به عنوان یکی از برجسته‌ترین دانشمندان علوم اجتماعی شناخته شد.

## زندگی
جیکوب لوی مورنو در بخارست در پادشاهی رومانی متولد شد. پدر او مورنو نسیم لوی، یک تاجر یهودی سفاردی، در سال ۱۸۵۶ در پلونا، مونتانا در امپراتوری عثمانی آن‌زمان (پلونای امروزی در بلغارستان است) متولد شده بود. پدر بزرگ جاکوب، باخیس، از اهالی استانبول بود، جایی که اجداد او پس از تبعید بزرگ از اسپانیا در سال ۱۴۹۲ در آن‌جا سکنی گزیده بودند. چنین تصور می‌شود که مورنوها طول جنگ‌های روسیه و عثمانی مابین سال‌های ۱۸۷۷ و ۱۸۷۸ پلونای مونتانا را به قصد بخارست و در پی تلاش‌های خاخام پلونا، کانزاس حییم بنجارنو در جستجوی محیطی مهمان‌پذیرتر، ترک گفته باشند. مادر جاکوب، پائولینا لانسو، او نیز یک یهودی سفاردی متولد سال ۱۸۷۳، و از کلرش رومانی بود.

## فعالیت‌ها
در سال ۱۸۹۵، در عصر خلاقیت‌های فکری بزرگ و غوغاها و آشفتگی‌های سیاسی، این خانواده به وین نقل مکان کردند. او پزشکی، ریاضیات و فلسفه را در دانشگاه وین مورد مطالعه قرار داد و دکترای پزشکی را در سال ۱۹۱۷ اخذ کرد. او نظریه فروید را در حالی که هنوز یک دانشجوی پزشکی بود رد کرده بود، و علاقه‌مند به پتانسیل‌های نظام‌های گروهی برای عملکردهای درمانی شده بود.
در کتاب خاطرات خود، دکتر مورنو مواجهه خود با زیگموند فروید در سال ۱۹۱۲ را چنین به یاد می‌آورد: «من در یکی از کلاس‌های فروید شرکت کردم. او تازه تجزیه و تحلیل یک رؤیای تله‌پاتیک را تمام کرده بود. به عنوان یک دانش‌جوی ثبت‌نام کرده، او به ناگاه از میان جمعیت به روی من انگشت گزارد و از من پرسید چه می‌کرده‌ام. من پاسخ دادم "خوب، دکتر فروید، من از آن‌جایی که شما آن را رها کرده‌اید شروع کرده‌ام، شما مردم را در دم و دستگاه تصنعی دفتر خود ملاقات می‌کنید، من آن‌ها را در کوچه و خیابان و در خانه‌های‌شان ملاقات می‌کنم، در محیط طبیعی خودشان. شما رویاهایشان را تجزیه و تحلیل می‌کنید و من آن‌ها را به داشتن دوباره رؤیاها تشویق می‌کنم. شما به تحلیل وسرازیر کردن اشکشان آن‌ها را از هم می‌گسلید، و من می‌گزارم که آن‌ها نقش‌های متضادشان را بازی کنند و کمکشان می‌کنم دوباره این بخش‌ها را دوباره کنار هم قرار دهند.»
ورنو با برداشتن آنچه که فروید آن را دور انداخته بود، نظریه خود را با نام «روابط بین فردی»، و سایر فعالیت‌های خود از قبیل جامعه سنجی، روان درمانی گروهی، سایکودراما و روان‌کاوی اجتماعی را توسعه داد.
در پی مهاجرت به ایالات متحده در سال ۱۹۲۵، او کار در شهر نیویورک را آغاز کرد. او در شرح حال خود می‌گوید که از تمام مکان‌هایی در جهان "تنها در نیویورک، که ملیت‌ها همچون مواد مذاب در کورهای درغلیان‌اند، در این کلان‌شهر پهناور، با تمام آزادی‌های آن برای پیش‌فرض‌های هنوز تأیید نشده، تنها همین‌جا بود که من آزاد بودم بر جامعه‌سنجی گروهی به همان سطح وسیعی که در نظر گرفته بودم پژوهش کنم.
او بعدها در دانشگاه کلمبیا مدرسه جدید تحقیقات اجتماعی فرصت‌های آکادمیکی را به دست آورد.
در سال ۱۹۳۲، برای اولین بار مورنو روان درمانی گروهی به انجمن روان‌شناختی آمریکا(APA) معرفی کرد. او ۴۰ سال آتی زندگی خود را بر توسعه و معرفی نظریه خود در روابط بین فردی و ابزارهایی برای علوم اجتماعی پرداخت و آن‌ها را از قبیل سایکودراما، جامعه‌سنجی، و سوسیودراما نام نهاد. او در رساله‌ای تحت عنوان «آینده دنیای انسان» توضیح می‌دهد که چگونه او این علوم را از «ماتریالیسم اقتصادی مارکس»، «ماتریالیسم روانی فروید»، و «ماتریالیسم فناوری» از عصر مدرن صنعتی ما برون برآورده است.